# Europa centro-orientale

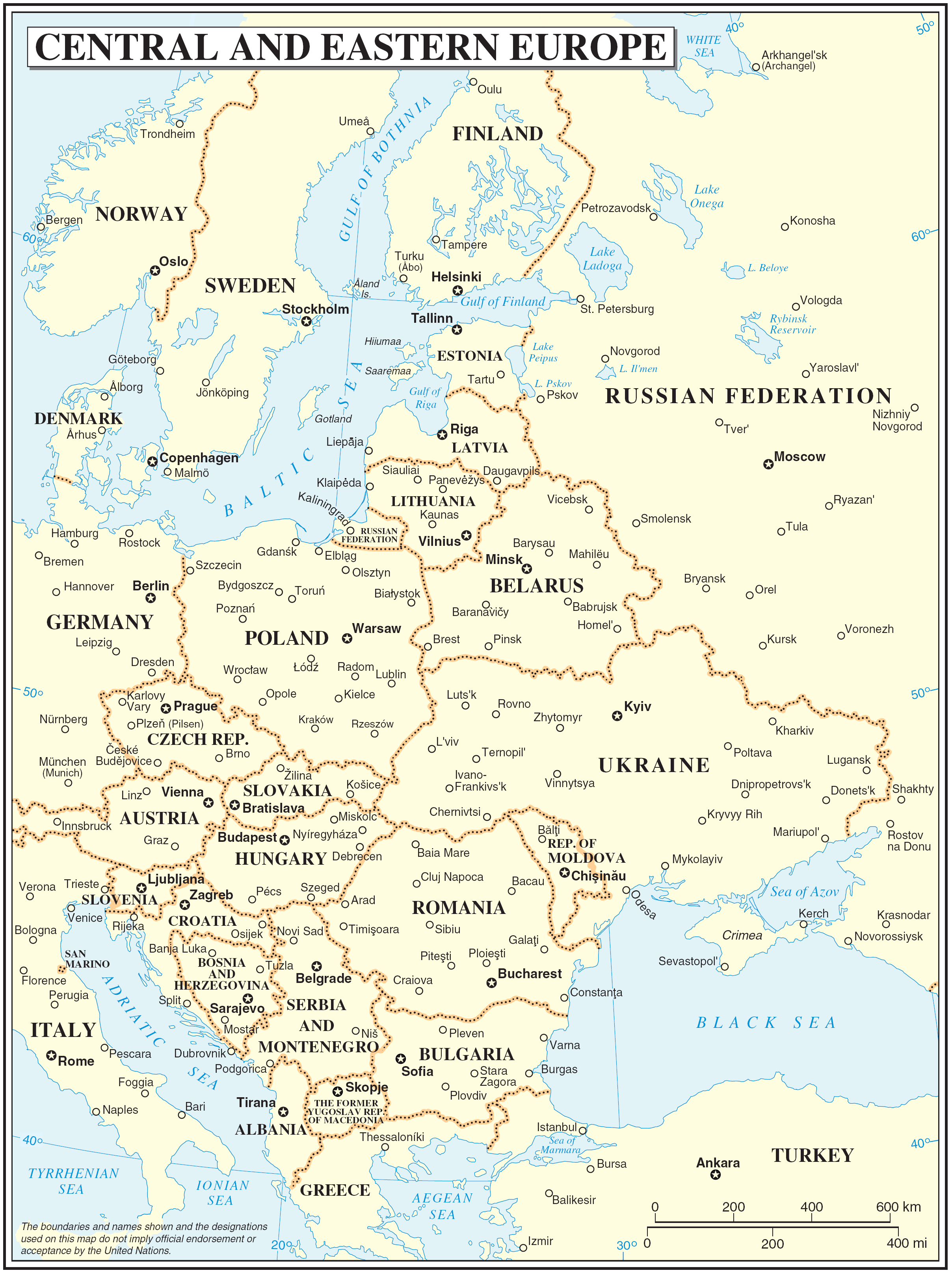
I paesi del Centro ed Est Europa

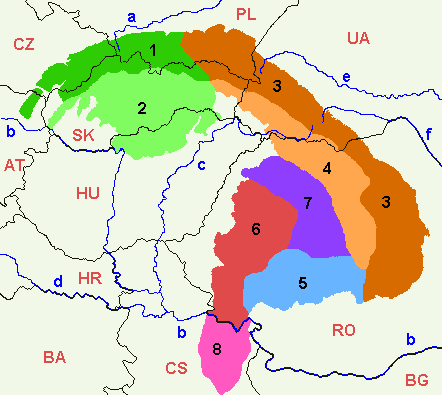
Le suddivisioni dei Carpazi, catena montuosa che interessa gran parte dei paesi dell'Europa centro-orientale

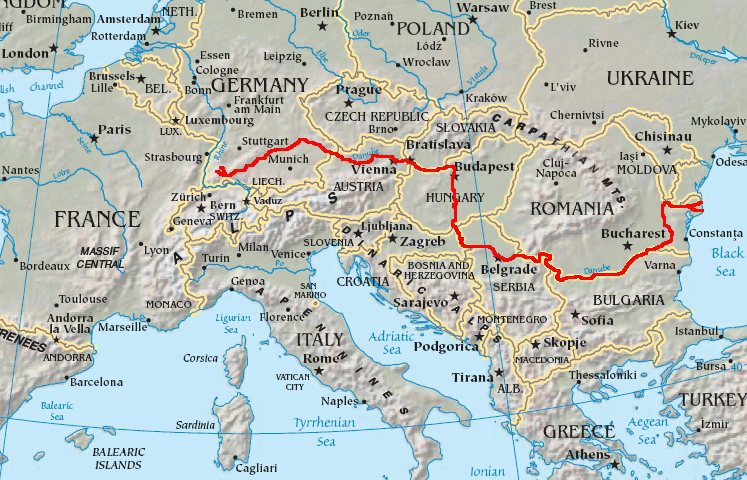
Il corso del Danubio, fiume che attraversa gran parte dei paesi dell'europa centro-orientale

L'Europa centro-orientale è la regione d'Europa comprendente la parte orientale dell'Europa centrale. Ne fanno parte i Paesi che si estendono tra la Germania e l'istmo ponto-baltico e che sono compresi fra il Mar Baltico a nord e la Penisola balcanica a sud. Sono tutti paesi che un tempo fecero parte del Patto di Varsavia; a volte si inserisce in questa regione anche la Moldavia, per le sue affinità culturali con la Romania. Sono compresi nell'Europa centro-orientale tutti i Paesi e interessati all'allargamento dell'Unione europea del 2004, e molti di essi appartenevano in passato all'Impero tedesco o all'Austria-Ungheria.
La regione dell'Europa centro-orientale è chiamata, specie in ambito didattico, anche "regione carpatico-danubiana", dato che tutti i paesi che ne fanno parte sono attraversati dal fiume Danubio o dalla cantena dei Carpazi:
- Polonia
- Rep. Ceca
- Slovacchia
- Ungheria
- Romania
- Bulgaria
- Moldavia (non sempre compresa)

Secondo un criterio prettamente politico-economico, l'Europa centro-orientale comprende anche molti altri paesi, estendosi anche a quelli della Penisola Balcanica (altrimenti considerati appartenenti alla regione balcanica) e ai Paesi Baltici (per altri versi considerati appartenenti alla regione baltica oppure a quella sarmatica):
- I Paesi Baltici:
  -  Estonia
  -  Lettonia
  -  Lituania
- Polonia
- Rep. Ceca
- Slovacchia
- Ungheria
- Romania
- Bulgaria
- Gli Stati della ex Jugoslavia e l'Albania :
  -  Slovenia
  -  Croazia
  -  Bosnia ed Erzegovina
  -  Kosovo (Stato a riconoscimento limitato)
  -  Serbia
  -  Montenegro
  -  Macedonia del Nord
  -  Albania

Anche le aree occidentali di alcuni Stati ex sovietici come  Bielorussia,  Ucraina,  Moldavia e l'exclave della  Russia Kaliningrad, nonostante siano membri della Comunità degli Stati Indipendenti (eccezione fatta per l'Ucraina), sono saltuariamente inseriti nel novero dei Paesi dell'Europa centro-orientale, condividendo situazione economica e posizione geografica.